# Next Fall
 (décembre 2013).
Si vous disposez d'ouvrages ou d'articles de référence ou si vous connaissez des sites web de qualité traitant du thème abordé ici, merci de compléter l'article en donnant les références utiles à sa vérifiabilité et en les liant à la section « Notes et références ».
Next Fall est une pièce de Geoffrey Nauffts, scénariste de Brothers and Sisters.
Cette pièce fut jouée off-Broadway en 2009 avant d'être transférée au Helen Hayes Theatre en février 2010. La pièce fut alors produite par le couple Elton John et David Furnish.

## Synopsis
Elle raconte la vie d'un couple de deux hommes. L'un est catholique pratiquant et l'autre est athée. On parcourt alors les cinq années de leur relation et comment ils font en sorte que ça fonctionne malgré leurs différences. Malheureusement, un accident va tout changer. Adam va devoir se tourner vers la famille de Luke pour trouver du soutien et des réponses.

## Pièce originale de 2009
Écrite par Geoffrey Nauffts, elle fut mise en scène de Sheryl Kaller.

### Casting
- Adam: Patrick Breen
- Luke : Patrick Heusinger
- Brandon: Sean Dugan
- Arleen : Connie Ray
- Butch: Cotter Smith
- Holly : Maddie Corman